# こばしり。
こばしり。（1997年7月24日 - ）は、日本の女性YouTuber。前事務所（株式会社MAKEY）を退社し、株式会社KINOMAMAを設立。身長152cm、体重41kg。美容系のYouTuberとして知られている。

## 略歴
本名は小橋 明里（こばし あかり）。
「こばしり」という名前の由来について、「小学校の時に男子にからかわれた言葉がめっちゃ語呂良くて気に入りました」と説明している。
2017年11月　YouTubeを開始。メイクやファッションの動画を中心に投稿している。
2018年2月　ゲーム実況のサブチャンネル「こばしりはゲームがしたい。」を開設、その他に香水ブランド「KIMAMALabo」を立ち上げた。
2022年　美容系YouTuber事務所MAKEYを退社。「自分で色々やってみたい！」という理由から株式会社KINOMAMAを設立。
2024年7月　週刊ヤングジャンプの巻頭グラビアに掲載された。

## 出演

### CM
- キリンビバレッジ『午後の紅茶』「わたしらしいって、最強だ。夏」篇（2019年）[9]

### MV
- 藤川千愛『片っぽのピアス』（2021年）[10]